# Сигольсайм
Сигольса́йм (фр. Sigolsheim) — упразднённая коммуна на северо-востоке Франции в регионе Эльзас — Шампань — Арденны — Лотарингия, департамент Верхний Рейн, округ Кольмар — Рибовилле, кантон Сент-Мари-о-Мин. До марта 2015 года коммуна административно входила в состав упразднённого кантона Кайзерсберг (округ Рибовилле). Упразднена и с 1 января 2016 года объединена с коммунами Кайзерсберг и Кьенцхайм в новую коммуну Кайзерсберг-Виньобль на основании Административного акта № 27 от 17 июля 2015 года.
Площадь коммуны — 5,8 км², население — 1177 человек (2006) с тенденцией к росту: 1183 человека (2012), плотность населения — 204,0 чел/км².

## Население
Численность населения коммуны в 2011 году составляла 1201 человек, а в 2012 году — 1183 человека.
| 1962 | 1968 | 1975 | 1982 | 1990 | 1999 | 2006 | 2008 | 2011 | 2012 |
| ---- | ---- | ---- | ---- | ---- | ---- | ---- | ---- | ---- | ---- |
| 887  | 900  | 946  | 946  | 931  | 986  | 1177 | 1199 | 1201 | 1183 |

Динамика населения:

## Экономика
В 2010 году из 773 человек трудоспособного возраста (от 15 до 64 лет) 596 были экономически активными, 177 — неактивными (показатель активности 77,1 %, в 1999 году — 76,0 %). Из 596 активных трудоспособных жителей работали 555 человек (287 мужчин и 268 женщин), 41 числились безработными (20 мужчин и 21 женщина). Среди 177 трудоспособных неактивных граждан 57 были учениками либо студентами, 84 — пенсионерами, а ещё 36 — были неактивны в силу других причин.
На протяжении 2011 года в коммуне числилось 486 облагаемых налогом домохозяйств, в которых проживало 1184 человека. При этом медиана доходов составила 23772 евро на одного налогоплательщика.

## Достопримечательности (фотогалерея)

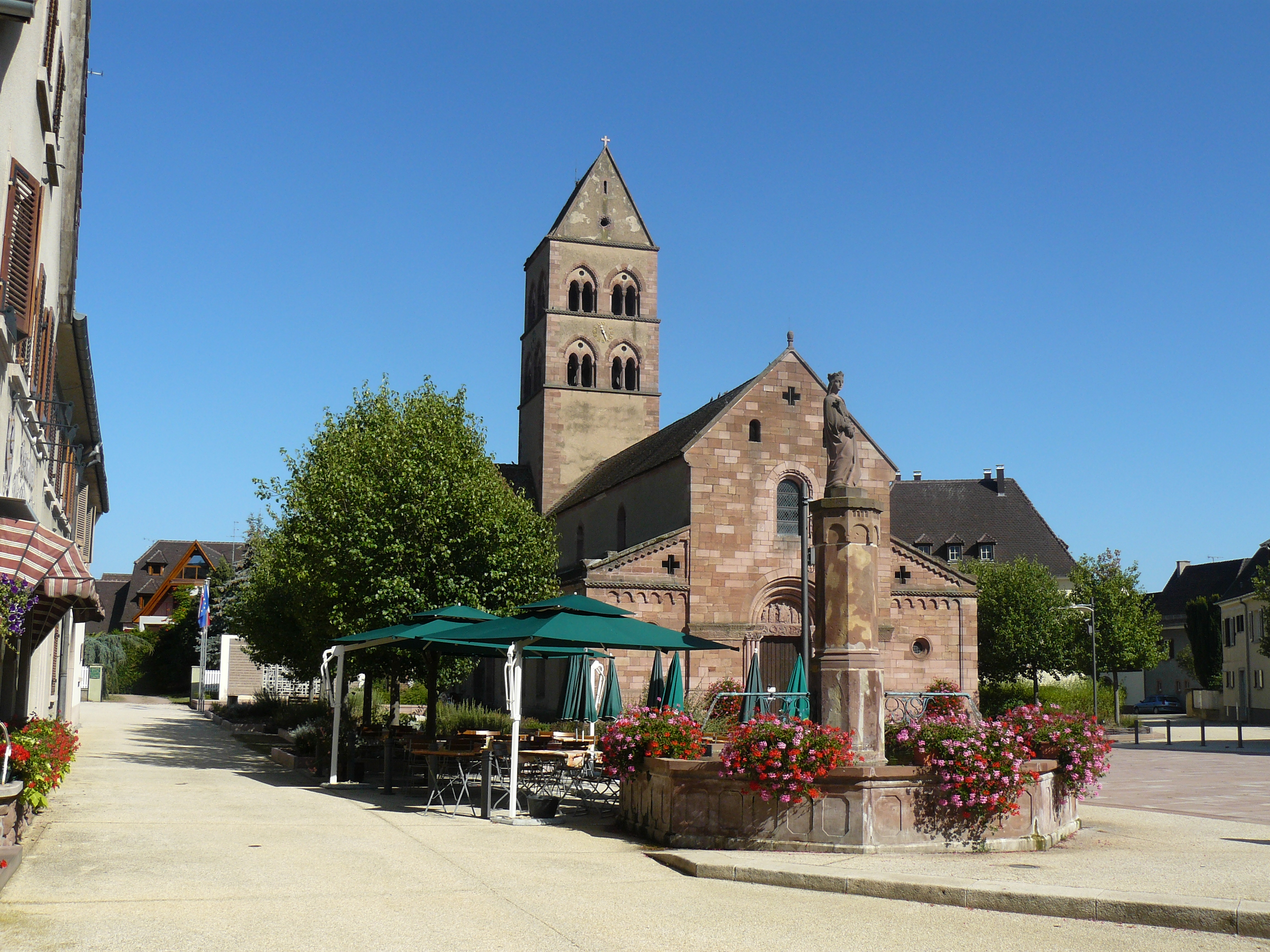
Церковь Святых Петра и Павла
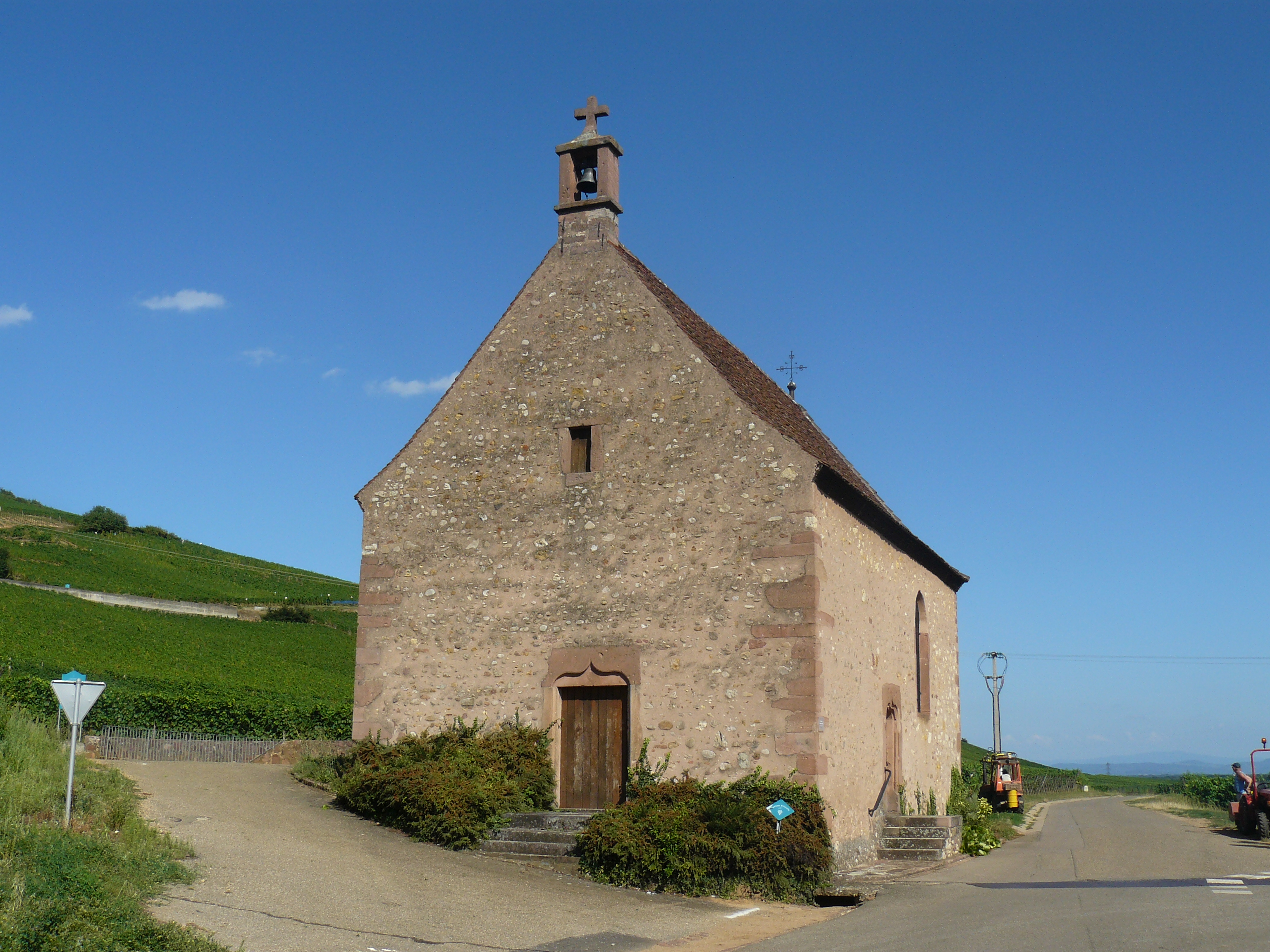
Часовня
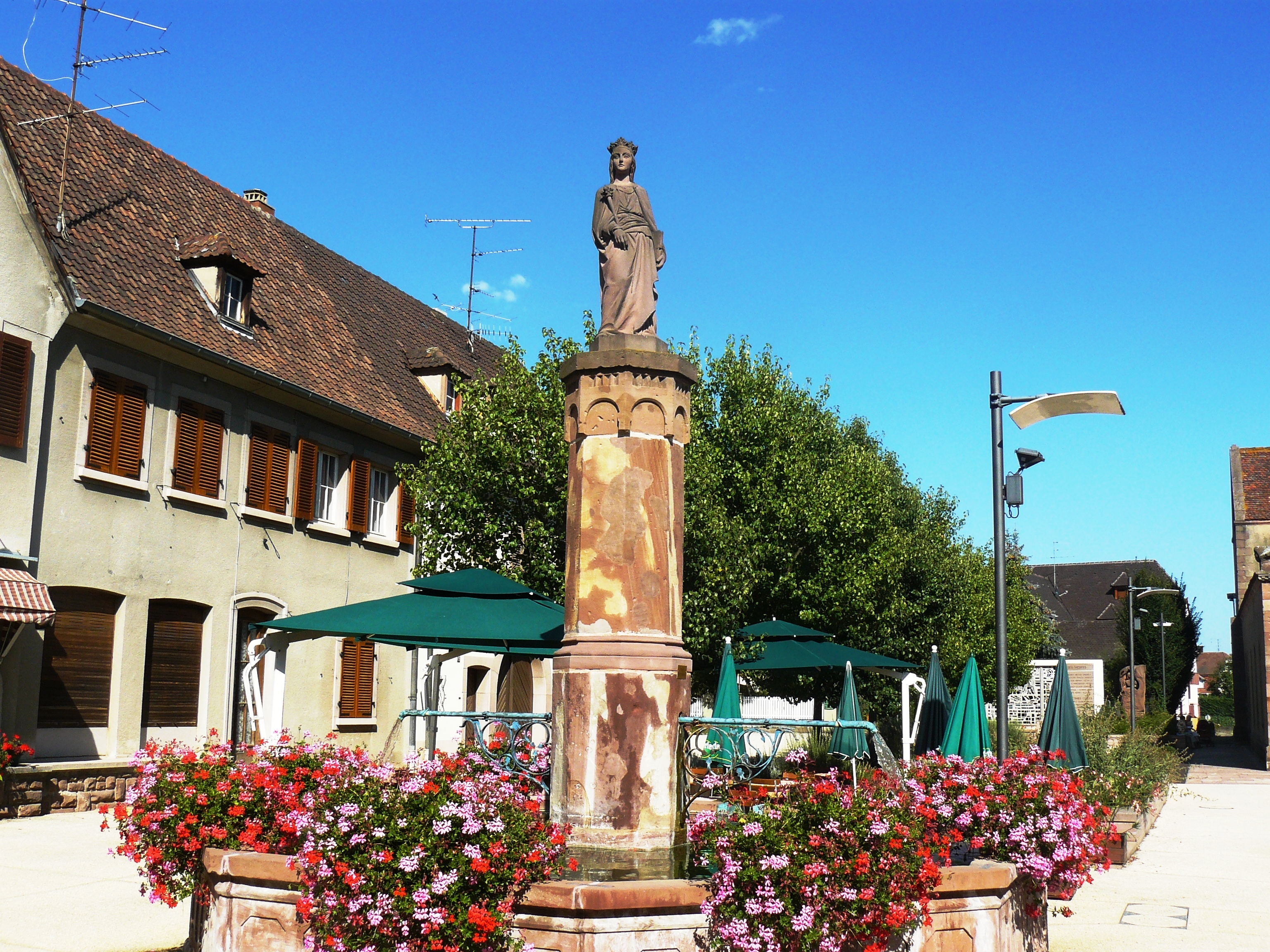
Фонтан